# هیچ‌کس دلش نمی‌خواد تنها باشه
«هیچ‌کس دلش نمی‌خواد تنها باشه » (به انگلیسی: Nobody Wants to Be Lonely) تک‌آهنگی از هنرمند اهل پورتوریکو ریکی مارتین، کریستینا آگیلرا است که در سال ۲۰۰۱ میلادی منتشر شد.
این تک‌آهنگ در چارت‌های اسپانیا جزو ده ترانه اول قرار گرفت.